# Bayview (métro de Toronto)
Pour les articles homonymes, voir Bayview.
Bayview est une station de la ligne Sheppard du métro de Toronto, au Canada. Elle se situe au 550 de Sheppard Avenue East, à hauteur de Bayview Avenue. La station a une fréquentation de 8 200 personnes par jour en moyenne pour l'année 2010.
La station a ouvert le 24 novembre 2002, date de l'ouverture de la ligne Sheppard entre les stations Sheppard-Yonge et Don Mills.

## Arts et architecture
C'est le groupe Stevens Group Architects qui a conçu les plans de la station.
Aussi, la station possède quelques œuvres d'art public créé par l'artiste torontois, Panya Clark Espinal. Ceux-ci sont une variété de trompe-l'œil situé sur des murs et le plancher de la station.

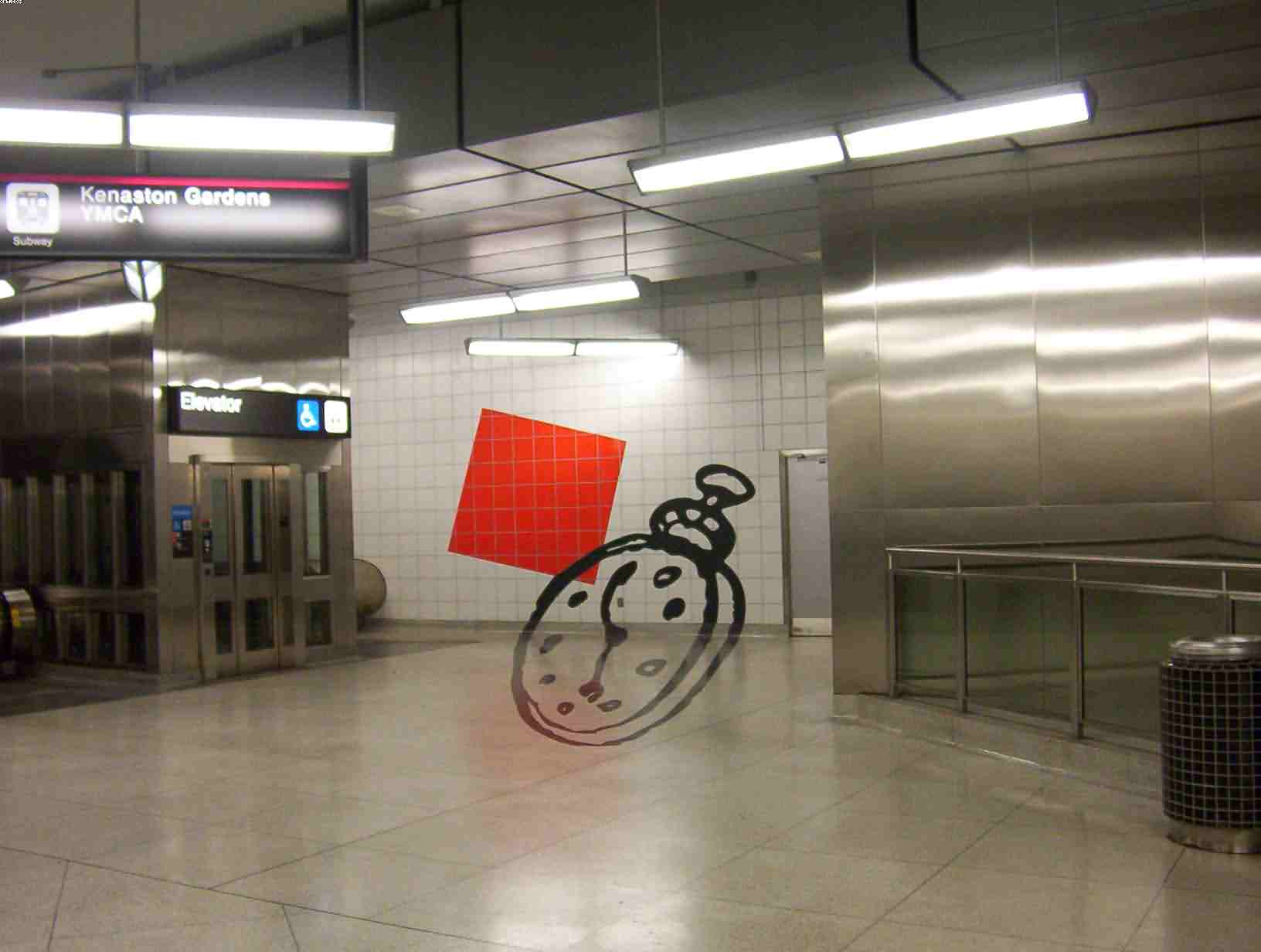
Un trompe-l'œil de la station
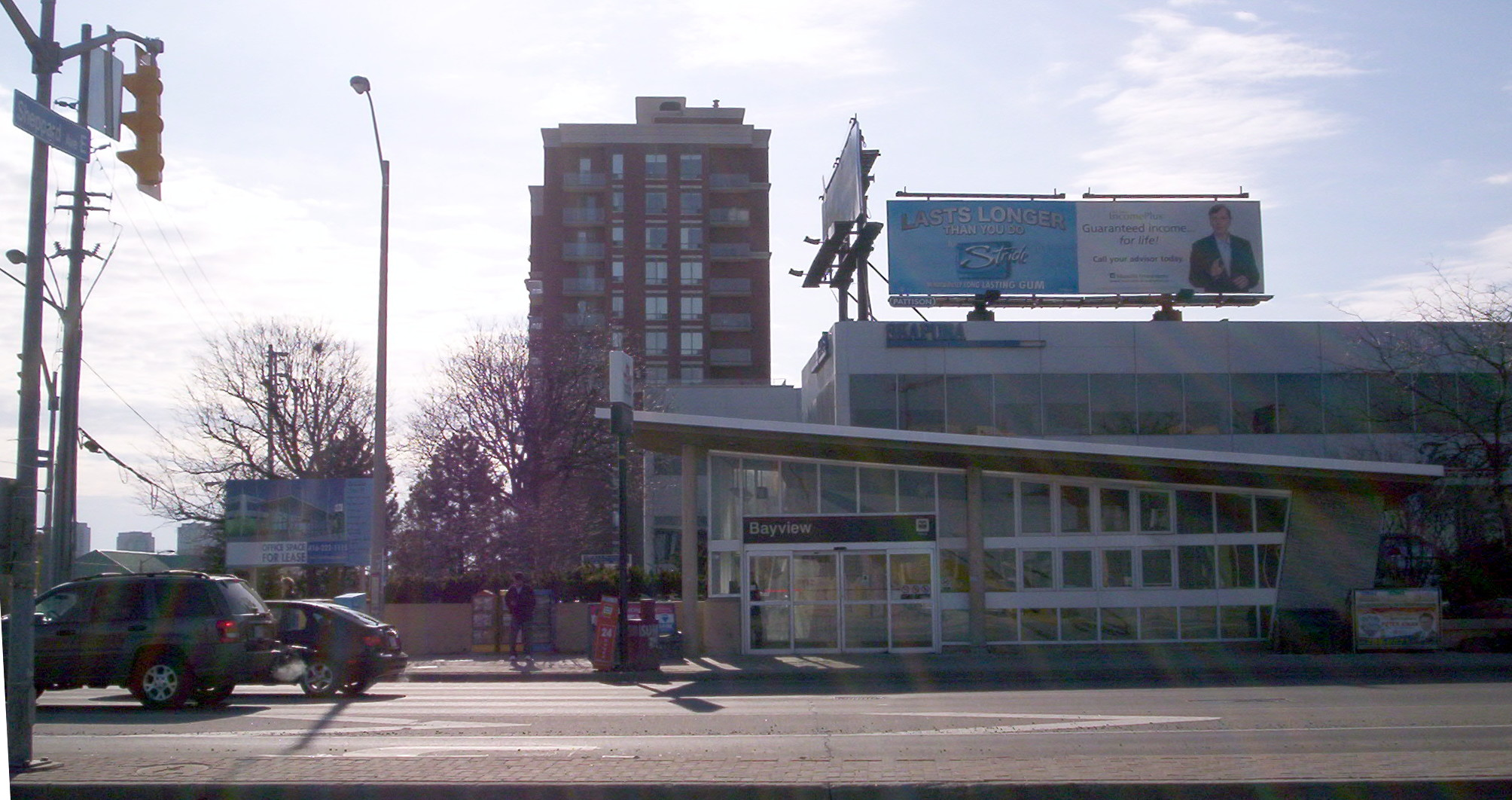
L'entrée Nord-Ouest de la station
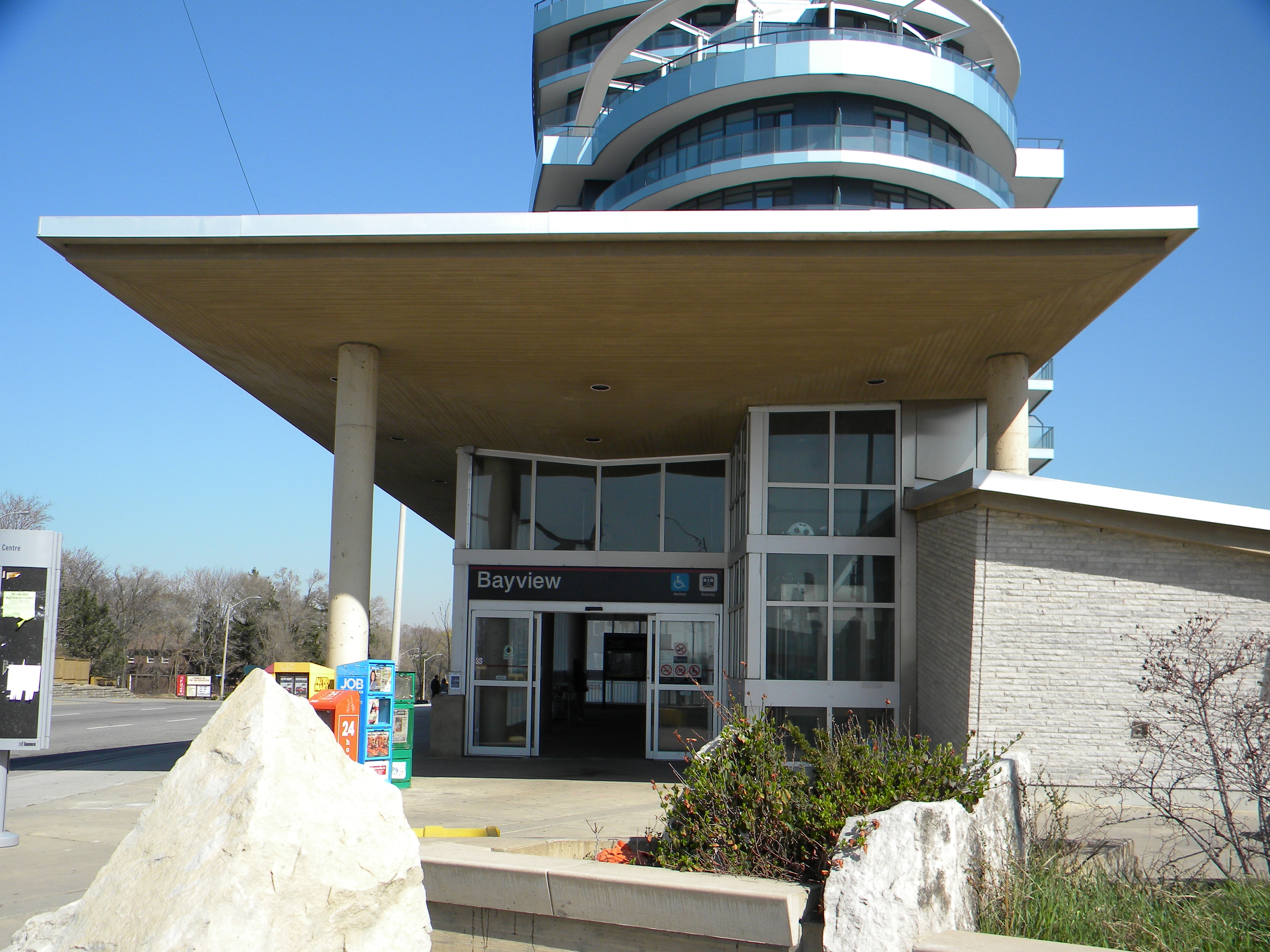
Édicule de la station